# 鈴木亜美 (1972年生)
鈴木 亜美（すずき あみ、1972年12月13日 - ）は、日本の元女優。神奈川県川崎市出身。ルージュに所属していた。
'91東映カラオケクイーン。週刊プレイボーイハイレグクラブ73番。

## 出演

### テレビドラマ
- ひと夏の誘拐（1992年9月7日、テレビ東京）
- 幸せをさがして 第9話（1992年11月28日、テレビ東京）
- 電光超人グリッドマン 第31話（1993年11月6日、TBS） - 遥キララ
- 平成ウルトラセブン（1994年、日本テレビ） - リサ隊員
  - ウルトラセブン 太陽エネルギー作戦（3月21日）
  - ウルトラセブン 地球星人の大地（10月10日）

### オリジナルビデオ
- 特交機PC110（1994年10月21日）

### バラエティ
- EXテレビ（1991年、日本テレビ） - レギュラーアシスタント
- パンティ・パーティー（1991年、TBS） - P.Pガールズとして出演

### CM
- 日本電建

| スタブアイコン | サブスタブ | この項目は、まだ閲覧者の調べものの参照としては役立たない、俳優（男優・女優）に関連した書きかけの項目です。この項目を加筆・訂正などしてくださる協力者を求めています（P:映画/PJ芸能人）。 |